# Azidjon

Azidjonens strukturformel.

Azider är salter av kvävevätesyra, eller om man så vill, salter med anjonen N3–. Azidföreningar brukar ibland kallas för trinitrider.
Azider är explosiva föreningar som i övrigt har egenskaper som liknar halider. 
Salpetersyrlighet (HNO2) används för att bryta ner azider till kvävgas och kvävedioxid.
{\displaystyle {\rm {2\ NaN_{3}+2\ HNO_{2}\rightarrow 3\ N_{2}+2\ NO+2\ NaOH}}}